# Himno Nacional de Honduras
Himno Nacional de Honduras (em castelhano ou espanhol) é o hino nacional de Honduras (em português), sendo um dos três símbolos patrióticos estabelecidos por lei. Apesar de ser conhecido e utilizado como tal desde 1915, só se tornou oficial a partir de 1917, por decreto de Alberto Membreño. A letra foi escritra por Augusto Constancio Coello, natural da Alemanha e a música composta por Carlos Hartling. Consiste em um refrão e sete versos, embora na versão mais popular apenas o refrão e o sétimo verso sejam cantados.